# Indriði Sigurðsson
Indriði Sigurðsson (ur. 12 października 1981 w Reykjavíku) – islandzki piłkarz występujący na pozycji środkowego obrońcy. Obecnie jest zawodnikiem Viking FK.

## Kariera klubowa
Sigurðsson zawodową karierę rozpoczynał w sezonie 1998 w klubie Reykjavíkur. W debiutanckim sezonie zdobył z klubem Puchar Ligi Islandzkiej, a w następnym sezonie mistrzostwo Islandii oraz Puchar Islandii. W KR Reykjavík spędził w sumie dwa sezony. Rozegrał tam łącznie 25 ligowych spotkań.
W 2000 roku podpisał kontrakt z norweskim Lillestrøm SK. W pierwszej lidze norweskiej zadebiutował 30 lipca 2000 w przegranym 1:2 meczu z Rosenborgiem Trondheim. W sezonie 2001 wywalczył z klubem wicemistrzostwo Norwegii. W Lillestrøm pełnił głównie rolę rezerwowego. Przez cztery sezony rozegrał tam 58 ligowych spotkań.
Latem 2003 roku przeszedł do belgijskiego KRC Genk. W pierwszej lidze belgijskiej zadebiutował 27 września 2003 w wygranym 5:3 spotkaniu z Lierse SK. Pierwszego gola w trakcie gry w pierwszej lidze belgijskiej strzelił 22 listopada 2003 w wygranym 4:0 pojedynku z Sint-Truidense VV. W Genku Sigurðsson grał przez trzy lata. W sumie zagrał tam w 76 ligowych meczach i zdobył w nich 2 bramki.
W 2006 roku powrócił do Norwegii, gdzie został zawodnikiem Lyn Fotball. Pierwszy ligowy mecz zaliczył tam 13 sierpnia 2006 przeciwko Stabæk IF (2:3). 20 lipca 2008 w wygranym 3:2 spotkaniu z Strømsgodset IF zdobył pierwszą bramkę w lidze norweskiej.

## Kariera reprezentacyjna
W reprezentacji Islandii Sigurðsson zadebiutował w styczniu 2000 roku w meczu z reprezentacją Norwegii. Pierwszego gola w drużynie narodowej strzelił 8 września 2004 w przegranym 2:3 meczu eliminacji Mistrzostw Świata 2004 z reprezentacją Węgier. Ostatecznie reprezentacja Islandii nie awansowała na Mistrzostwa Świata. Obecnie powoływany jest do kadry na eliminacyjne mecze Mistrzostw Świata 2010.